# لغة الإشارة لمجتمع الصم
لغة الإشارة المجتمعية أو الحضرية هي لغة إشارة تنشأ عندما يجتمع أشخاص صم لا يتحدثون لغة مشتركة ويشكلون مجتمعًا. قد يكون هذا في سياق رسمي، مثل تأسيس مدرسة للطلاب الصم، أو في سياق غير رسمي، مثل الهجرة إلى المدن من أجل العمل، وما يتبعها من تجمع للصم لأغراض اجتماعية.
مثال على الحالة الأولى هو لغة الإشارة النيكاراغوية، التي نشأت عندما تم جمع الأطفال الصم في نيكاراغوا للمرة الأولى، وتلقوا تعليمًا شفهيًا فقط؛ ومثال على الحالة الثانية، لغة الإشارة في باماكو، التي نشأت بين حلقات الشاي للصم غير المتعلمين في عاصمة مالي. أصبحت لغة الإشارة النيكاراغوية الآن لغة تعليمية، ومعترف بها كلغة الإشارة الوطنية؛ أما لغة الإشارة في باماكو فليست كذلك، وهي مهددة بسبب استخدام لغة الإشارة الأمريكية في مدارس الصم.
تختلف لغات الإشارة المجتمعية عن لغات الإشارة القروية من حيث أنها تميل في البداية إلى أن تُستخدم فقط من قبل الصم، ومعظم التواصل يكون بين الأشخاص الصم. أما لغات الإشارة القروية فتتطور في مناطق منعزلة نسبيًا ذات نسب عالية من الصمم الوراثي، حيث يكون لمعظم الأشخاص السامعين أفراد من عائلاتهم مصابون بالصمم، وبالتالي يكون معظم مستخدمي اللغة من السامعين. هذه الفروقات لها نتائج لغوية. المجتمعات الصمّية الحضرية تفتقر إلى المعرفة المشتركة والسياق الاجتماعي الذي يمكّن مستخدمي لغات القرى من التواصل دون الإفصاح اللفظي. لذلك يحتاج مستخدمو لغات الإشارة المجتمعية إلى التواصل مع غرباء، مما يوجب عليهم أن يكونوا أكثر وضوحًا؛ ويُعتقد أن ذلك قد يؤدي إلى تطوير أو على الأقل تسريع تطوير البنى النحوية واللغوية في اللغة الناشئة. على سبيل المثال، من المعروف أن لغات الإشارة المجتمعية فقط هي التي تستخدم الفضاء الإشاري بشكل تجريدي ونحوي.
كلا النوعين من لغات الإشارة الصمّية يختلفان عن لغات التحريم الكلامي مثل لغات الإشارة الأسترالية الأصلية، التي تم تطويرها من قبل المجتمع السامع وتُستخدم فقط بشكل ثانوي من قبل الصم، ولا تُعتبر لغات مستقلة.
قد تتطور لغات الإشارة المجتمعية مباشرة من الإشارات المنزلية، أو ربما من الإشارة الإيديوغلوصية (في العائلات التي تضم أكثر من طفل أصم)، كما كان الحال مع لغة الإشارة النيكاراغوية، أو قد تتطور من لغات الإشارة القروية، كما يبدو أن هذا كان جزئيًا الحال مع لغة الإشارة الأمريكية، التي نشأت في مدرسة للصم كانت فيها لغة الإشارة الفرنسية لغة التدريس، لكنها تبدو مستمدة إلى حد كبير من لغتين أو ثلاث لغات إشارة قروية للطلاب.

## اللغات
بمجرد أن تُؤسس لغة إشارة، خاصة إذا أصبحت لغة تعليم، فقد تنتشر وتنتج لغات إضافية، كما في عائلة لغة الإشارة الفرنسية. فيما يلي بعض اللغات التي يُعتقد أنها نشأت في مجتمعات صم جديدة، دون انتقال مباشر من لغة إشارة موجودة. ومن المرجح وجود لغات أخرى؛ إذ لا توجد لدينا سجلات عن كيفية تشكّل العديد من لغات الإشارة.
- لغة الإشارة البريطانية (حضري → مدرسي)
- لغة الإشارة الألمانية (حضري)
- لغة الإشارة الفرنسية القديمة (حضري)
- لغة الإشارة في ليون (حضري)
- لغة الإشارة اليابانية (مدرسي؟)
- لغة الإشارة الصينية (مدرسي)
- لغة الإشارة التبتية (توحيد عدة لغات مجتمعية)
- لغة الإشارة التايلاندية (حضري مع مساهمة كبيرة من لغة الإشارة الأمريكية)
- لغة الإشارة في قهوة خانة (حضري)
- لغة الإشارة الهندو-باكستانية
- لغات الإشارة السريلانكية (مدرسي، أربع عشرة لغة)
- لغة الإشارة الإسرائيلية
- لغة الإشارة في باماكو (حضري)
- لغة الإشارة في مبور (حضري)
- لغة الإشارة الهوساوية (حضري)
- لغات الإشارة التنزانية (مدرسي، سبع لغات)
- لغة الإشارة الأمريكية (مدرسي؛ قروي مع مساهمة كبيرة من لغة الإشارة الفرنسية)
- لغة الإشارة النيكاراغوية (مدرسي)
- لغة الإشارة الفنزويلية
- لغة الإشارة للسكان الأصليين في أقصى شمال كوينزلاند (كيرنز والمناطق شمالها)

لغات إشارة أخرى تطورت محليًا وقد تكون تشكلت بهذه الطريقة:
(في أفريقيا) لغة الإشارة البوركينية، لغات الإشارة الإثيوبية المختلفة، لغة الإشارة في غينيا بيساو، لغة الإشارة الكينية، لغة الإشارة الليبية، لغة الإشارة في ماروا، لغات الإشارة السودانية المختلفة، لغة الإشارة الأوغندية، لغة الإشارة الزامبية، لغة الإشارة الزيمبابوية.
(في أمريكا) لغة الإشارة البرازيلية، لغة الإشارة الكولومبية، لغة الإشارة الإكوادورية، لغة الإشارة الريفية في جامايكا، لغة الإشارة البيروفية، لغة الإشارة في تشيريكي.
(في آسيا) لغة الإشارة القديمة في بانكوك، لغة الإشارة القديمة في شيانغ ماي، لغة الإشارة في بينانغ، لغة الإشارة في هانوي، لغة الإشارة في سايغون، لغة الإشارة في هايفونغ، لغة الإشارة في يوجياكارتا، لغة الإشارة النيبالية، لغة الإشارة الكردية.
(في أوروبا) لغة الإشارة الكاتالونية، لغة الإشارة الإسبانية، لغة الإشارة السويسرية الألمانية، لغة الإشارة السويدية.